# Indywidualne Mistrzostwa Polski w Zapasach 1954

## Mistrzostwa Polski w Zapasach1954

### Mężczyźni
- styl wolny

7. Mistrzostwa Polski – x – x 1954, Warszawa
- styl klasyczny

24. Mistrzostwa Polski – x – x 1954, Warszawa

## Medaliści

### Mężczyźni

#### Styl wolny
| Kategoria:  | Złoto:                                 | Srebro: | Brąz: |
| 52 kg       | Bogusław Klein Budowlani Warszawa      |         |       |
| 57 kg       | Tadeusz Trojanowski AZS-AWF Warszawa   |         |       |
| 62 kg       | Franciszek Spychała Spójnia Poznań     |         |       |
| 67 kg       | Jan Kuczyński AZS-AWF Warszawa         |         |       |
| 73 kg       | Mirosław Żywczyk AZS-AWF Warszawa      |         |       |
| 79 kg       | Bolesław Sidorowicz Budowlani Warszawa |         |       |
| 87 kg       | Zdzisław Lewicki Budowlani Warszawa    |         |       |
| ponad 87 kg | Leonard Sosnowski CWKS Warszawa        |         |       |

#### Styl klasyczny
| Kategoria:  | Złoto:                              | Srebro:                            | Brąz:                              |
| 52 kg       | Bolesław Dąbrowski CWKS Warszawa    | Antoni Rokita Rywal Warszawa       | Bogdan Klein Budowlani Warszawa    |
| 57 kg       | Zdzisław Schneider Unia Swarzędz    | Franciszek Spychała CWKS Warszawa  | Romuald Świderski Włókniarz Kraków |
| 62 kg       | Edward Drąg Włókniarz Boguszów      | Rudolf Toboła Siła Mysłowice       | Józef Wojtasik AZS-AWF Warszawa    |
| 67 kg       | Ernest Gondzik Siła Mysłowice       | Edward Żuławnik CWKS Warszawa      | Bolesław Bizoń Spartak CRZZ        |
| 73 kg       | Józef Szmatloch Orzeł Wełnowiec     | Henryk Brodziszewski CWKS Warszawa | Bolesław Dubicki CWKS Warszawa     |
| 79 kg       | Zbigniew Szajewski Spójnia Szczecin | Antoni Gołaś Siła Mysłowice        | Jan Kubat Budowlani Łódź           |
| 87 kg       | Jan Majewicz CWKS Warszawa          | Edward Mocny Kolejarz Poznań       | Edward Borkowy Gwardia Kraków      |
| ponad 87 kg | Wincenty Mąka Warta Poznań          | Zbigniew Jończyk Unia Swarzędz     | Sylwester Chojnacki Boruta Zgierz  |